# Caluromys
Caluromys é um gênero de marsupial da família Didelphidae. Os animais deste gênero são conhecidos vernaculamente como cuícas-lanosas.

## Espécies
- Caluromys derbianus (Waterhouse, 1841)
- Caluromys lanatus (Olfers, 1818)
- Caluromys philander (Linnaeus, 1758)